# Campeonato Europeu Júnior de Atletismo de 1973
O Campeonato Europeu Júnior de Atletismo de 1973 foi a 2ª edição da competição de atletismo organizada pela Associação Europeia de Atletismo para atletas com menos de vinte anos, classificados como Júnior. O evento foi realizado no estádio Wedaustadion em Duisburgo na Alemanha Ocidental, entre 24 e 26 de agosto de 1973, três anos após sua última edição. O campeonato teve como destaque a Alemanha Oriental com 35 medalhas no total sendo 21 de ouro.

## Resultados
Esses foram os resultados do campeonato.
Masculino
| Evento                       | Ouro                                                                                             | Ouro     | Prata                                                                               | Prata    | Bronze                                                                                              | Bronze   |
| ---------------------------- | ------------------------------------------------------------------------------------------------ | -------- | ----------------------------------------------------------------------------------- | -------- | --------------------------------------------------------------------------------------------------- | -------- |
| 100 m                        | Klaus-Dieter Kurrat · Alemanha Oriental                                                          | 10.42    | Petar Petrov · Bulgária                                                             | 10.49    | Jerzy Wieczorek · Polónia                                                                           | 10.57    |
| 200 m                        | Klaus-Dieter Kurrat · Alemanha Oriental                                                          | 21.01    | Petar Petrov · Bulgária                                                             | 21.12    | Jerzy Wieczorek · Polónia                                                                           | 21.20    |
| 400 m                        | Fons Brijdenbach · Bélgica                                                                       | 45.86    | Jürgen Utikal · Alemanha Oriental                                                   | 46.73    | Dietmar Krug · Alemanha Oriental                                                                    | 46.81    |
| 800 m                        | Steve Ovett · Reino Unido                                                                        | 1:47.53  | Willi Wülbeck · Alemanha Ocidental                                                  | 1:47.57  | Erwin Gohlke · Alemanha Oriental                                                                    | 1:47.83  |
| 1.500 m                      | Gheorghe Ghipu · Roménia                                                                         | 3:45.78  | Nicolae Onescu · Roménia                                                            | 3:46.07  | Bernhard Vifian · Suíça                                                                             | 3:46.70  |
| 3.000 m                      | Hans-Jürgen Orthmann · Alemanha Ocidental                                                        | 8:03.4   | Klaus-Peter Weippert · Alemanha Oriental                                            | 8:03.6   | Ulo Kriisa · União Soviética                                                                        | 8:04.6   |
| 5.000 m                      | Fernando Cerrada Espanha                                                                         | 14:01.8  | Enn Sellik · União Soviética                                                        | 14:11.8  | Nikolay Radostyev · União Soviética                                                                 | 14:16.0  |
| 110 m com barreiras          | Vyacheslav Naydenko · União Soviética                                                            | 14.42    | Volker Warbende · Alemanha Ocidental                                                | 14.43    | Gus McKenzie · Reino Unido                                                                          | 14.46    |
| 400 m com barreiras          | Jerzy Pietrzyk · Polónia                                                                         | 50.07    | Fedor Ekelmann · Alemanha Oriental                                                  | 50.88    | Vladimir Nagaynik · União Soviética                                                                 | 51.10    |
| 2.000 m com obstáculo        | Frank Baumgartl · Alemanha Oriental                                                              | 5:28.14  | Vladimir Kanev · Bulgária                                                           | 5:28.36  | Magnus Tellander · Suécia                                                                           | 5:32.66  |
| 10 km marcha atlética        | Hartwig Gauder · Alemanha Oriental                                                               | 44:13.6  | Evgeni Semerdzhiev · Bulgária                                                       | 44:41.6  | Angelo Di Chio · Itália                                                                             | 45:31.4  |
| Revezamento 4 x 100 metros   | Alemanha Oriental · Hans-Jürgen Gerhardt · Jürgen Hellmann · Klaus-Dieter Kurrat · Andreas Kühne | 40.03    | França · Serge Dalbon · Philippe Lemaitre · Gilles Douezi · Alain Gracieux          | 40.26    | Alemanha Ocidental · Karl-Heinz Weisenseel · Klaus-Günther Lemke · Rüdiger Harksen · Helmut Leibner | 40.66    |
| Revezamento 4 x 400 metros   | Alemanha Oriental · Udo Gehrmann · Erwin Gohlke · Jürgen Utikal · Dietmar Krug                   | 3:06.77  | Polónia · Zdzisław Sobieraj · Janusz Wysocki · Krzysztof Kołodziej · Jerzy Pietrzyk | 3:07.09  | Reino Unido · Christopher van Rees · Bob Benn · Roger Jenkins · Glen Cohen                          | 3:07.29  |
| Salto com vara               | Sergey Krivozub · União Soviética                                                                | 5.00 m   | Bruno Sestier · França                                                              | 4.80 m   | Roger Thorstensson · SuéciaGianpaolo Gaspari · Itália                                               | 4.65 m   |
| Salto em altura              | Franck Bonnet · França                                                                           | 2.14 m   | Serhiy Senyukov · União Soviética                                                   | 2.14 m   | Giordano Ferrari · Itália                                                                           | 2.12 m   |
| Salto em distância           | Frank Wartenberg · Alemanha Oriental                                                             | 7.85 m   | Jochen Verschl · Alemanha Ocidental                                                 | 7.59 m   | Jean-Hervé Stievenart · França                                                                      | 7.54 m   |
| Salto triplo                 | Lothar Gora · Alemanha Oriental                                                                  | 16.29 m  | Ramón Cid Espanha                                                                   | 16.06 m  | Jean-Hervé Stievenart · França                                                                      | 15.82 m  |
| Arremesso de peso (6 kg)     | Udo Beyer · Alemanha Oriental                                                                    | 19.65 m  | Wolfgang Schmidt · Alemanha Oriental                                                | 18.45 m  | Mieczysław Bręczewski · Polónia                                                                     | 17.42 m  |
| Arremesso de disco (1,75 kg) | Wolfgang Schmidt · Alemanha Oriental                                                             | 58.16 m  | Kenth Gardenkrans · Suécia                                                          | 56.84 m  | Nikolay Vikhor · União Soviética                                                                    | 56.84 m  |
| Arremesso de dardo (6 kg)    | Gerd Elze · Alemanha Oriental                                                                    | 75.86 m  | Gheorghe Megelea · Roménia                                                          | 74.68 m  | Bent Larsen · Dinamarca                                                                             | 73.46 m  |
| Lançamento de martelo        | Yuriy Sedykh · União Soviética                                                                   | 67.32 m  | Pavel Ryepin · União Soviética                                                      | 63.58 m  | Manfred Sens · Alemanha Oriental                                                                    | 62.06 m  |
| Decatlo                      | Vladimir Buryakov · União Soviética                                                              | 7554 pts | Dieter Leyckes · Alemanha Ocidental                                                 | 7371 pts | Claus Marek · Alemanha Ocidental                                                                    | 7370 pts |

Feminino
| Evento                       | Ouro                                                                                       | Ouro     | Prata                                                                                            | Prata    | Bronze                                                                                      | Bronze   |
| ---------------------------- | ------------------------------------------------------------------------------------------ | -------- | ------------------------------------------------------------------------------------------------ | -------- | ------------------------------------------------------------------------------------------- | -------- |
| 100 m                        | Sonia Lannaman · Reino Unido                                                               | 11.73    | Nadine Goletto · França                                                                          | 11.77    | Jutta Fernys · Alemanha Oriental                                                            | 11.80    |
| 200 m                        | Bärbel Eckert · Alemanha Oriental                                                          | 22.85    | Ildikó Szabó · Hungria                                                                           | 23.62    | Elfriede Meierholz · Alemanha Ocidental                                                     | 23.66    |
| 400 m                        | Bettine Wolfrum · Alemanha Oriental                                                        | 53.28    | Ann Larsson · Suécia                                                                             | 53.34    | Rosine Wallez · Bélgica                                                                     | 53.68    |
| 800 m                        | Anita Barkusky · Alemanha Oriental                                                         | 2:03.30  | Lesley Kiernan · Reino Unido                                                                     | 2:03.66  | Nadezhda Zabozhko · União Soviética                                                         | 2:03.83  |
| 1.500 m                      | Inger Knutsson · Suécia                                                                    | 4:07.47  | Doris Gluth · Alemanha Oriental                                                                  | 4:16.96  | Veronika Hansen · Alemanha Oriental                                                         | 4:17.32  |
| 100 m com barreiras          | Bärbel Eckert · Alemanha Oriental                                                          | 13.14    | Chantal Réga · França                                                                            | 13.38    | Gudrun Berend · Alemanha Oriental                                                           | 13.43    |
| Revezamento 4 x 100 metros   | Alemanha Oriental · Heidrun Nagorka · Bärbel Eckert · Gudrun Berend · Jutta Fernys         | 44.37    | Alemanha Ocidental · Brigitte Rubner · Elfriede Meierholz · Dagmar Schenten · Elvira Springsguth | 45.27    | Reino Unido · Barbara Martin · Wendy Hill · Donna Murray · Sonia Lannaman                   | 45.38    |
| Revezamento 4 x 400 metros   | Alemanha Oriental · Heiderose Arbeiter · Waltraud Kämpf · Anita Barkusky · Bettine Wolfrum | 3:34.35  | Reino Unido · Janet Ravenscroft · Evelyn McMeekin · Ruth Kennedy · Susan Pettett                 | 3:36.98  | Polónia · Grażyna Siewierska · Genowefa Nowaczyk · Bernarda Zalewska · Barbara Kwietniewska | 3:37.03  |
| Salto em altura              | Ellen Mundinger · Alemanha Ocidental                                                       | 1.82 m   | Annemieke Bouma · Países BaixosUlrike Meyfarth · Alemanha Ocidental                              | 1.80 m   | Não concedido                                                                               |          |
| Salto em distância           | Heidemarie Anders · Alemanha Oriental                                                      | 6.36 m   | Gunhild Hetzel · Alemanha Ocidental                                                              | 6.28 m   | Doina Spinu · Roménia                                                                       | 6.28 m   |
| Arremesso de peso (6 kg)     | Ilona Schoknecht · Alemanha Oriental                                                       | 17.05 m  | Marina Hein · Alemanha Oriental                                                                  | 16.97 m  | Ruska Dzhendova · Bulgária                                                                  | 16.21 m  |
| Arremesso de disco (1,75 kg) | Evelin Schlaak · Alemanha Oriental                                                         | 60.00 m  | Ilona Schoknecht · Alemanha Oriental                                                             | 52.92 m  | Danuta Cymer · Polónia                                                                      | 51.12 m  |
| Lançamento de dardo          | Tonya Khristova · Bulgária                                                                 | 54.84 m  | Anneliese Kopsch · Alemanha Oriental                                                             | 52.94 m  | Maria Jabłońska · Polónia                                                                   | 50.44 m  |
| Pentatlo                     | Bärbel Müller · Alemanha Oriental                                                          | 4519 pts | Sue Mapstone · Reino Unido                                                                       | 4105 pts | Ulrike Göhring · Alemanha Ocidental                                                         | 4067 pts |

## Quadro de medalhas
| Ordem | País               | Medalha de ouro | Medalha de prata | Medalha de bronze | Total |
| ----- | ------------------ | --------------- | ---------------- | ----------------- | ----- |
| 1     | Alemanha Oriental  | 21              | 9                | 5                 | 35    |
| 2     | União Soviética    | 4               | 3                | 5                 | 12    |
| 3     | Alemanha Ocidental | 2               | 7                | 4                 | 13    |
| 4     | Grã-Bretanha       | 2               | 2                | 3                 | 7     |
| 5     | França             | 1               | 4                | 2                 | 7     |
| 6     | Bulgária           | 1               | 4                | 1                 | 6     |
| 7     | Suécia             | 1               | 2                | 2                 | 5     |
| 8     | Roménia            | 1               | 2                | 1                 | 4     |
| 9     | Polónia            | 1               | 1                | 6                 | 8     |
| 10    | Espanha            | 1               | 1                | 0                 | 2     |
| 11    | Bélgica            | 1               | 0                | 1                 | 2     |
| 12=   | Países Baixos      | 0               | 1                | 0                 | 1     |
| 12=   | Hungria            | 0               | 1                | 0                 | 1     |
| 14    | Itália             | 0               | 0                | 3                 | 3     |
| 15=   | Dinamarca          | 0               | 0                | 1                 | 1     |
| 15=   | Suíça              | 0               | 0                | 1                 | 1     |